# Seupeng
Seupeng is een bestuurslaag in het regentschap Aceh Utara van de provincie Atjeh, Indonesië. Seupeng telt 175 inwoners (volkstelling 2010).